# Švapski savez gradova
Švapski savez gradova  (njemački:Schwäbischer Städtebund)  bio je obrambeni vojni savez sklopljen 1331. na inicijativu cara Ludwiga od Bavarske, za međusobnu samoobranu, između 22 švapka grada (Augsburg, Ulm, Reutlingen, Heilbronn, itd.). Godine 1340 savezu su se pridružile grofovije Württemberg, Oettingen, Hohenberg drugi. 
Savez, zaključen na određeno vrijeme, nekoliko puta je obnavljan. 4. srpnja 1376. 14 švapskih gradova osnovalo je više posebnih saveza na četiri godine, između ostalog, za napade grofa Ulricha od Württemberga, koji je poražen od saveznika u Reutlingenu (21. svibnja 1377.) Ova pobjeda je uvelike podigla ugled Saveza a broj članova saveza je počeo rasti, a 1385 se smatalo da ga čini 32 članova. 
Godine 1387 savez je sudjelovao u sukobu između vojvode od Bavarske i nadbiskupa Stjepana od Salzburga. To je dovelo do sukoba s grof Eberhardom IV. od Württemberga, koji je, zajedno s Ruprechtom Falačkim, grofom od Nürnberga Friedrichom i drugima, doživio odlučujući poraz (24. kolovoza 1388. ), Unija vojnika u bitci kod Deffingene. Godine 1389 kralj Wenzel, koji je smatrao na temelju sporazuma u Heidelbergu 26. srpnja 1384. glava Unije ga je odbio, a vodio većina članova unije da sudjeluje u sklapanju općeg mira Zemsky.
U 15. stoljeću u Švapskoj su se pojavili u više navrata kratkoročni savezi između nekih gradova, ali oni nisu imali veliku političku važnost i utjecaj na sudbinu zemlje poput Saveza gradova iz XIV. stoljeća. 

## Članovi
- Aalen
- Augsburg
- Biberach
- Bopfingen
- Dinkelsbühl
- Donauwörth
- Esslingen
- Giengen
- Heilbronn
- Isny
- Kaufbeuren
- Kempten
- Leutkirch
- Lindau
- Memmingen
- Nördlingen
- Pfullendorf
- Ravensburg
- Reutlingen
- Schwäbisch Gmünd
- Schwäbisch Hall
- Überlingen
- Ulm
- Wangen
- Weil
- Wimpfen